# Euphorbia tshuiensis
Euphorbia tshuiensis là một loài thực vật có hoa trong họ Đại kích. Loài này được (Prokh.) Serg. ex Krylov mô tả khoa học đầu tiên năm 1935 publ. 1934.